# Will Ainsworth
Will Ainsworth (nascido em 22 de março de 1981) é o 31º e atual vice-governador do estado americano do Alabama. Ex-representante do 27º distrito da Câmara dos Deputados do Alabama. Ele foi eleito em 4 de novembro de 2014. Ele não buscou a reeleição em 2018, ao invés disso, candidatou-se a vice-governador. Ainsworth tornou-se o candidato republicano a vice-governador depois de vencer o segundo turno em 17 de julho contra Twinkle Cavanaugh.